# David Rubín
David Rubín (Orense; 19 de octubre de 1977) es un animador e historietista español.

## Biografía

### Inicios (2001-2004)
Tras estudiar diseño gráfico, David Rubín trabajó en los estudios de animación Limaía y Dygra, codirigiendo para este último el largometraje El espíritu del bosque (2008). Al mismo tiempo, había fundado el colectivo historietístico Polaqia en 2001 y colaborado con Golfiño, suplemento juvenil de La Voz de Galicia y multitud de revistas, como BD Banda (desde 2001), Barsowia (desde 2003), Tos, Huevo, El fanzine enfermo o Dos veces breve.

### Primeros pasos profesionales (2005-2010)
En 2005 Rubín publica con Astiberri su primer trabajo de larga duración, El circo del desaliento, una recopilación de algunos de sus trabajos en distintas revistas y fanzines como Undécimo Xou, Tos, Barsowia, Fanzine enfermo y O Fanzine Das Xornadas, además de una introducción y un epílogo para el álbum y 3 historias inéditas, entre ellas la ganadora del 1.er premio Castelao de cómic concedido por la Diputación de La Coruña, Donde nadie puede llegar. En una de las historias cortas cuenta con el texto de María Lado (La balada estúpida del niño gaviota). El circo del desaliento le valió a David Rubín la nominación a la categoría Autor revelación en el Salón del cómic de Barcelona 2006 además de la publicación de la historia Donde nadie puede llegar en gallego, francés e italiano.
Ya en 2006, y de nuevo con Astiberri, publica La tetería del oso malayo, otro recopilatorio de historias cortas, la mayoría publicadas en la revista Dos veces breve, pero con la diferencia respecto al anterior trabajo en que las historietas han sido redibujadas para dar más unidad al álbum si no son inéditas. Este nuevo trabajo le valió a Rubín todas las nominaciones posibles en el Salón del cómic de Barcelona (Autor Revelación, Mejor Obra, Mejor Guion y Mejor Dibujo), además de la nominación al 1º Premio Nacional de cómic. De estas nominaciones, sólo ganó la de Autor Revelación, ya que Max ganó el resto de categorías así como el Premio Nacional con Bardín el Superrealista. Al igual que con El circo del desaliento, La tetería del oso malayo fue publicada en otros países (Italia y Checoslovaquia).
En 2008, y esta vez de la mano de Planeta-DeAgostini, David Rubín publica Cuaderno de Tormentas, crónica de los deambulares por Ciudad Espanto, un trabajo a caballo entre el cómic y el libro ilustrado (no confundir con el libro infantil), de carácter oscuro escrito, dibujado, coloreado y diseñado por el propio Rubín que narra las aventuras de un autor de tebeos que, al quedarse sin inspiración, recibe la invitación del diablo de las historietas para viajar a Ciudad Espanto y allí encontrar inspiración. Esta obra, le valió ser nominado a Mejor Dibujo en el salón del cómic de Barcelona.
Además de estos trabajos, en 2008 y 2009 David publicó las adaptaciones de Romeo & Julieta de William Shakespeare y El monte de las ánimas de Gustavo Adolfo Bécquer, la primera con guion de Ricardo Gómez así como, en 2010, el cómic en gallego Uxío Novoneyra: A voz herdada, en homenaje al escritor, con guion de Kike Benlloch y únicamente distribuido por la Junta de Galicia de manera gratuita. Ese mismo año, además, realiza las ilustraciones para una edición por parte de Astiberri de los relatos de Solomon Kane, el personaje de Robert E. Howard.

### Madurez (2011-presente)
En 2011, tras varios años de trabajo y una vez finalizado su contrato con la productora de animación Dygra Films, Rubín lanza con la editorial Astiberri el primero de los dos libros de El Héroe, una novela gráfica en dos volúmenes, donde actualiza el relato clásico de los doce trabajos de Heracles.
El trabajo recibe en general críticas positivas que llevan a que la obra sea publicada en  Italia, y en Francia, de la mano de Rackham.
Ya el 30 de noviembre de 2012, sale el segundo y último libro de El Héroe, seguido de una fuerte campaña publicitaria por parte del autor y la editorial y de una gira de presentación por varias ciudades de España.
El 22 de noviembre de 2013, y junto con Santiago García en el guion, publica, de nuevo con Astiberri, Beowulf, una versión del poema nórdico de mismo nombre. Según sus autores fue presentado como "un western de vikingos", afirmando que pretendían huir de los tópicos sobre las obras de este tipo. La salida coincidió con el Salón del Cómic de Getxo, donde además se le realizó una exposición con los originales de la obra.
A principios de 2014, y de con Ninth ediciones, Rubín publica Las tripas de El Héroe, edición integral del arte a lápiz (libro uno). Se trata de un sketchbook, aunque no al uso, que contiene todas las páginas a lápiz del primer libro de El Héroe con textos escritos a mano por el autor.
Rubín trabajó también en Battling Boy: The rise of Aurora West, un spin off sobre el personaje de Aurora West creado por Paul Pope y escrito por éste y JT Petty. Dicho libro fue publicado primeramente en EE. UU. por First Second y ya hacia en noviembre de 2014 por Debols!llo en España, coincidiendo con la salida del segundo y último libro de Las tripas del Héroe, editado de nuevo por Ninth ediciones.
En el último trimestre de 2015, David Rubín publica el segundo y último libro de Aurora West, titulado Battling Boy: Fall of the House of West. Y termina una miniserie de cuatro comic-books titulada The Fiction (en España La Ficción), con guion de Curt Pires y color de Michael Garland, editada en Estados Unidos por BOOM! Studios y en España por Astiberri, en una edición en tomo que incluía un capítulo a lápiz como extra.
Ya en 2016, Rubín se encarga del dibujo y el color de Gran Hotel Abismo, un cómic con guion de Marcos Prior que edita Astiberri ese mismo año, a la vez que dibuja la el primer volumen de Ether (con guion de Matt Kindt) que se va publicando ese año en comic-books en Estados Unidos por Dark Horse. En 2017, dicho primer volumen de Ether, subtitulado La muerte de la última Llama Dorada se publica en un tomo en España de la mano de Astiberri. Además, el primer capítulo/cómic-book de Ether fue distribuido gratuitamente en tiendas especializadas durante el Día del Cómic Gratis Español de 2017.
Ha sido nominado en 2018 a 4 premios Eisner, los Óscar del mundo del cómic. Rubín figura como aspirante en dos categorías colectivas: mejor serie continuada, en este caso Black Hammer; y mejor adaptación, por Beowulf. Además, está citado en dos premios a título individual, en este caso tomando esas mismas obras: mejor colorista y mejor penciller.

## Obra

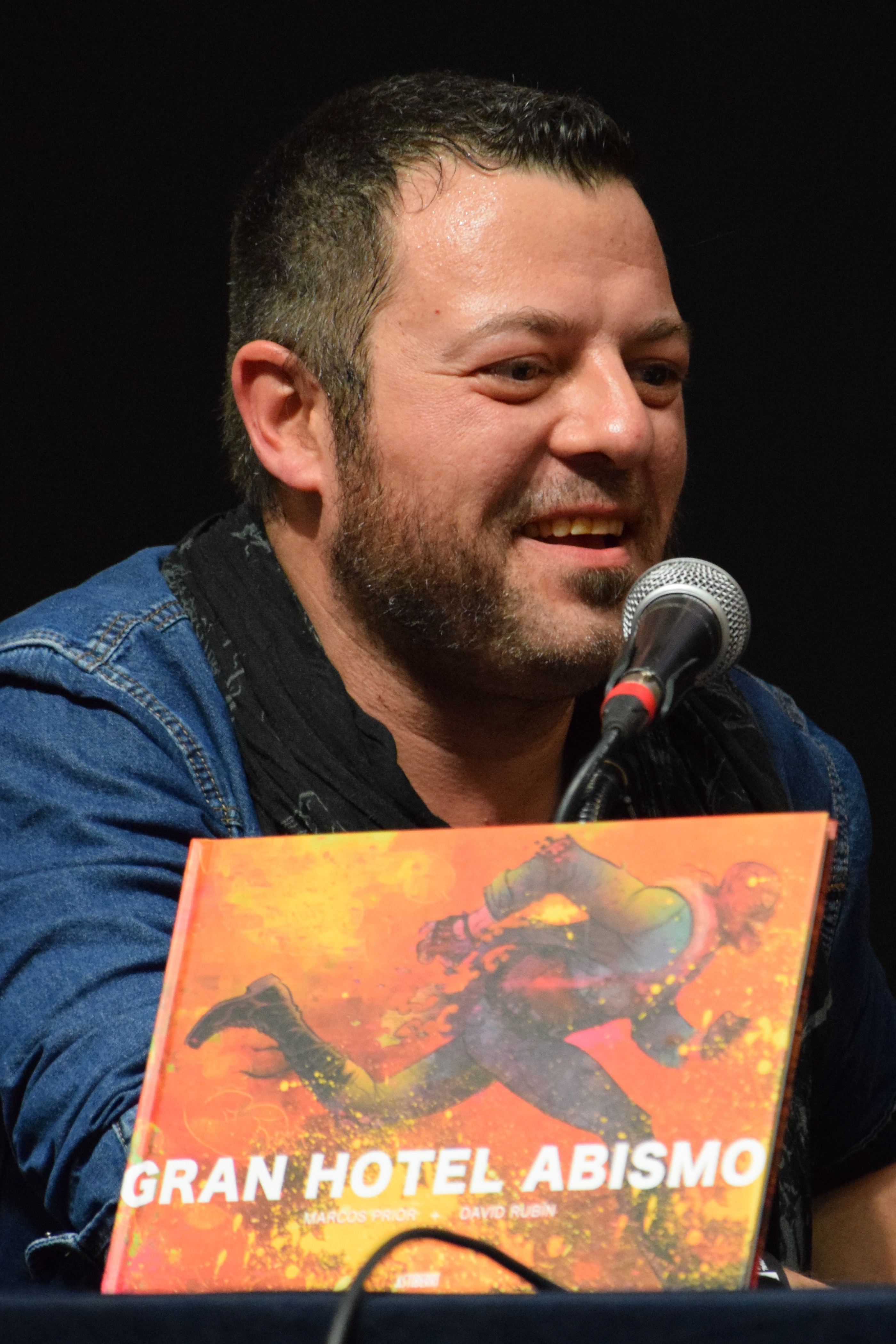
Rubín en la ed. del 2017 del Salón de Barcelona.

| Años | Título                                                   | Guion               | Dibujo      | Color           | Tipo                             | Publicación                   |
| ---- | -------------------------------------------------------- | ------------------- | ----------- | --------------- | -------------------------------- | ----------------------------- |
| 2005 | El Circo del Desaliento                                  | David Rubín         | David Rubín | B/N             | Álbum                            | Astiberri                     |
| 2006 | Corazón de Tormentas                                     | David Rubín         | David Rubín | B/N             | Álbum                            | Polaqia                       |
| 2006 | La Tetería del Oso Malayo                                | David Rubín         | David Rubín | B/N             | Novela gráfica                   | Astiberri                     |
| 2008 | Romeo & Julieta (Adaptación)                             | Ricardo Gómez       | David Rubín | David Rubín     | Álbum                            | Grupo SM                      |
| 2008 | Cuaderno de Tormentas                                    | David Rubín         | David Rubín | David Rubín     | Álbum / Libro ilustrado          | Planeta De Agostini           |
| 2009 | El monte de las ánimas (Adaptación)                      | David Rubín         | David Rubín | David Rubín     | Álbum                            | SM                            |
| 2010 | Uxío Novoneyra: A voz herdada                            | Kike Benlloch       | David Rubín | David Rubín     | Álbum                            | Junta de Galicia              |
| 2011 | El Héroe (Libro 1)                                       | David Rubín         | David Rubín | David Rubín     | Novela gráfica                   | Astiberri                     |
| 2012 | El Héroe (Libro 2)                                       | David Rubín         | David Rubín | David Rubín     | Novela gráfica                   | Astiberri                     |
| 2013 | Beowulf (versión)                                        | Santiago García     | David Rubín | David Rubín     | Novela gráfica                   | Astiberri                     |
| 2014 | Las tripas de El Héroe (Libro 1)                         | David Rubín         | David Rubín | B/N             | Sketchbook                       | Ninth ediciones               |
| 2014 | The Rise of Aurora West / El Momento de Aurora West      | Paul Pope, JT Petty | David Rubín | Grises          | Álbum                            | First Second / Debols!llo     |
| 2014 | Las tripas de El Héroe (Libro 2)                         | David Rubín         | David Rubín | B/N             | Sketchbook                       | Ninth ediciones               |
| 2015 | The Fall of the House of West / La caída de la Casa West | Paul Pope, JT Petty | David Rubín | Grises          | Álbum                            | First Second/Debols!llo       |
| 2015 | The Fiction / La Ficción                                 | Curt Pires          | David Rubín | Michael Garland | Miniserie (4 comic-books / tomo) | BOOM! Studios / Astiberri     |
| 2016 | Gran Hotel Abismo                                        | Marcos Prior        | David Rubín | David Rubín     | Novela gráfica                   | Astiberri                     |
| 2017 | Ether. La muerte de la última Llama Dorada               | Matt Kindt          | David Rubín | David Rubín     | Miniserie (4 comic-books / tomo) | Dark Horse Comics / Astiberri |
| 2022 | El Fuego                                                 | David Rubín         | David Rubín | David Rubín     | Novela gráfica                   | Astiberri                     |